# アンティ県
アンティ県（アンティけん、ベトナム語：Huyện Ân Thi / 縣恩施?）は、ベトナム社会主義共和国フンイエン省の県である。面積は128.2 km²、人口は135,423人（2014年）である。

## 行政区画
以下の1市鎮20社を管轄する。
- アンティ市鎮（Ân Thi / 恩施）
- バクソン社（Bắc Sơn / 北山）
- バイサイ社（Bãi Sậy / 罷仕）
- カムニン社（Cẩm Ninh / 錦寧）
- ダロック社（Đa Lộc / 多祿）
- ダンレ社（Đặng Lễ / 鄧禮）
- ダオズオン社（Đào Dương / 陶陽）
- ハレ社（Hạ Lễ / 夏禮）
- ホトゥンマウ社（Hồ Tùng Mậu / 胡松茂）
- ホアンホアタム社（Hoàng Hoa Thám / 黃花探）
- ホンクアン社（Hồng Quang / 鴻光）
- ホンヴァン社（Hồng Vân / 鴻雲）
- グエンチャイ社（Nguyễn Trãi / 阮廌）
- フーウン社（Phù Ủng / 扶擁）
- クアンラン社（Quảng Lãng / 廣陵）
- クアンヴィン社（Quang Vinh / 光榮）
- タンフック社（Tân Phúc / 新福）
- ティエンフォン社（Tiền Phong / 前鋒）
- ヴァンズー社（Vân Du / 雲遊）
- ヴァンニュエ社（Văn Nhuệ / 文銳）
- スアンチュク社（Xuân Trúc / 春竹）